# Resolução 116 do Conselho de Segurança das Nações Unidas
Resolução 116 do Conselho de Segurança das Nações Unidas, foi aprovada em 26 de junho de 1956, após análise do pedido da Tunísia para ser membro da Organização das Nações Unidas, o Conselho recomendou à Assembleia Geral que a Tunísia deve ser admitida.
Foi aprovada por unanimidade.